# Antonio Delgado
Antonio Delgado (Schenectady, 28 gennaio 1977) è un avvocato e politico statunitense, Vicegovernatore dello stato di New York dal 2022 e in precedenza membro della Camera dei Rappresentanti per lo stesso stato dal 2019 al 2022.

## Biografia
Nato a Schenectady, ha frequentato la Colgate University di Hamilton dove ha giocato per la locale squadra di basket in NCAA Division I. Si è poi laureato alla Harvard Law School. Nel 2005, trasferitosi a Los Angeles ha lavorato nell'industria musicale, incidendo un album rap con il nome d'arte "AD the Voice".
Nel 2018 si candida alle elezioni di mid-term per il seggio della Camera dei Rappresentanti del diciannovesimo distretto dello stato di New York, vincendo prima le primarie democratiche contro altri sei candidati e poi il deputato uscente repubblicano John Faso con il 51,4% dei voti.
Il 25 maggio del 2022 rassegnò le dimissioni dal seggio alla Camera dei Rappresentanti per diventare Vicegovernatore di New York.